# 宗田安正
宗田 安正（そうだ やすまさ、1930年 - 2021年）は、俳人。

## 生涯
東京都生。結核で療養中であった19歳のときに句作をはじめ、「天狼」「氷海」に投句。加藤かけいの「環礁」同人となったが、長く句作を中断。30年数年を経て寺山修司と「雷帝」創刊のため俳句を再開した。
2005年、『昭和の名句集を読む』（本阿弥書店、2004年）で第5回山本健吉文学賞評論部門を受賞。
句集に『個室』『巨眼抄』『百塔』。ほか学習研究社の俳句関連の辞典を多数監修している。